# Camille Malvy
Camille Malvy (* 8. Februar 1912 in Oran; † 17. Juni 1999 in Cognac) war ein französischer Fußballspieler.

## Karriere
Der Abwehrspieler Malvy begann das Fußballspielen im damals französisch besetzten Algerien und lief für einen Klub aus seiner Heimatstadt Oran auf. Von dort aus wechselte er ins französische Mutterland und stand von 1937 im Kader des Zweitligisten CA Paris. Für den Hauptstadtverein stand er auf dem Platz, bis 1939 durch den Zweiten Weltkrieg der reguläre Spielbetrieb unterbrochen wurde. Allerdings konnte der Spieler kurz danach mit dem Fußballspielen fortfahren und wechselte noch im Verlauf der Saison 1939/40 zu Olympique Marseille. Mit Marseille erreichte er den Einzug ins nationale Pokalfinale 1940, wobei das Team mit 1:2 am RC Paris scheiterte und Malvy somit einen nationalen Titel verpasste.
1942 verließ er Marseille und wechselte zur AS Avignon, die im selben Jahr den Sprung in den Profifußball geschafft hatte. Als 1943 die Vereine durch regionale Mannschaften ersetzt wurde, schloss er sich der ÉF Marseille-Provence an und traf damit auf zahlreiche alte Teamkameraden von Marseille. 1944 wurden die Vereine wieder zugelassen und Malvy kehrte nach Avignon zurück, bevor er im November desselben Jahres in seinem Ex-Klub CA Paris einen neuen Arbeitgeber fand. 1945 lief der reguläre Spielbetrieb wieder an und der zu diesem Zeitpunkt 33-Jährige Malvy trug dabei das Trikot des Zweitligisten US Le Mans. Den Westfranzosen blieb er treu, bis er 1949 mit 37 Jahren seine aktive Laufbahn beendete. Von 1956 bis 1958 war er bei einem Amateurklub aus Cognac als Trainer verantwortlich.